# Линкълн Шумников
Линкълн Шумников (на английски: Lincoln Loud) е анимационен герой, който е един от централните персонажи на анимационния сериал „Къщата на Шумникови“ по Никелодеон и е създаден от Крис Севино. Той е единственото момче и шестото дете в семейство Шумникови, който има 10 сестри. Най-добрият му приятел е Клайд Макбрайд. Първата му поява е в епизода „Оставени на тъмно“. В оригинала героят е озвучен от Шон Раян Фокс в пилотния епизод, Грант Палмър до 22-ри епизод на първи сезон, от Колин Дийн от епизод 23 до епизод 18 на трети сезон, и от Текс Хамънд от епизод 18 на трети сезон, а в българския дублаж е озвучен от Кристиян Върбановски.